# Окша
Окша (пол. Oksza — секира — боевой топор, Ascia, Bradacica, Bradaczyca, Brodacica, Halabarda, Hoksza, Oksa, Oxa, Kołda) — польский шляхетский герб со времён династии Пястов, чешского происхождения. Герб этот был дарован Князем Болеславом III Кривоустым богемскому роду Вершовичей (Werszowiec, Werszowic, Wrszowic, Wierszowiec, Wersowicz, Wrsowicz ,Werszowici)в 1103 году, у которых прежде в гербе была золотая верша. В Чехии герб этот называется Брадачицами (Bratczyc) и состоит из двух секир, которых рукоятки скрещиваются, а острия обращены: одно на левую, а другое на правую стороны.

## Описание герба
В поле червлёном секира серебряная с золотой рукояткой — боевой топор — Окша — поставленная прямо остриём в правую сторону щита. Щит увенчан дворянским шлемом с дворянской короной. Над ним такая же Окша, как бы воткнутая нижним концом.

## Легендарная история
История семьи Виершовичей описана Козьмой Пражским в его «Чешской хронике». Когда Чешский король Святополк II в 1108 году, по ложному обвинению — за гордость и высокомерие, почти полностью истребил могущественный род Виершовичей, оставшиеся члены рода бежали в Силезию и Венгрию.
С 845 года до 1108 года клан Вршовцев по силе и влиянию был третьим родом в Чехии после королевской династи Пржемысловичей и князей Славниковичей. Все три крупнейших княжеских рода были одержимы идеей воссоеденить земли Чехии, но в то же время, постоянно противостояли друг другу. Владел гордами Жатец и Литомержец. Участвовал в жестокой борьбе за власть в Чехии. В отдельные периоды состоял в родстве с Пржемысловичами. Так Болеслав Рыжий (?-1037) был женат на девушке из рода Вршовцев не имел мужского потомства. А его дочь была также выдана за вельможу из рода Вршовцев. Однако, по причине своего жестокого правления, при активном участии Вршовцев в 1002 году Болеслав Рыжий был изгнан. Вернувшись на престол с помощию польского Болеслава Храброго, вскоре 10 февраля 1003 года Болеслав Рыжий жестоко расправился с организаторами заговора Вршовцами — собственноручно зарубил мечём своего зятя Вршовца. При смене правителя Чехии Вршовцы часто оказывались в опасном положении: будучи соратниками одного из Пржемысловичей, они могли быть смертельными врагами другого. В 1108 году Вршовцы, окончательно проиграв феодальную усобицу с Пржемысловичами, подверглись жестоким преследованиям со стороны Святополка II. На горе Петржин в Праге, а также во Врацлаве и Либице состоялись массовые казни Вршовцев. Владения Вршовцев были объединены с княжескими землями. Уцелевшая часть рода бежала в Польшу, Венгрию и другие соседние страны. В Польше Вршовцев милостиво встретил Болеслав III Кривоустый и пожаловал им земли, граничащие с империей. Вршовцы расселились в Польше, в основном, в Силезии, оттуда расселились в Мазовию. Быстро ополячились и благополучно жили там, часто занимая почетные должности в светской и духовной иерархиях. Среди их потомков было немало гетманов и маршалов, каштелянов и епископов.
Как сообщает Козьма Пражский Вршовцы отомстили Святополку за его злодеяния : «… В сентябре месяце (21 сентября 1109 г.), после того как к Генриху (V) присоединились также чехи, он вошел в Польшу; обложив осадой первый же град по пути, Глогов, Генрих опустошил страну по обеим сторонам реки Одры: от названного города до крепости Речен. После этого Генрих с большой добычей опять вернулся в лагерь. Решив, что назавтра он отпустит (кума)Святополка и его войско, Генрих провел с ним весь день, до ночи, занимаясь делами [203] королевства. Между тем в лагере был некий смелейший из смелых воин; как потом нам рассказали, он был послан Яном, сыном Честа из рода Вршовцев, готовый
Иль славы достигнуть великой, большие деяния свершая,
Иль при погибели князя с жизнью расстаться своей.
Встав под ветвистым буком у дороги, ведущей к королевскому двору, [этот воин] стал поджидать возвращения князя из королевского дворца. Когда, в первых сумерках ночи он увидел князя, окруженного большим отрядом сопровождавших его воинов, он вскочил на коня и, смешавшись на короткое время с толпой сопровождавших князя, изо всех сил метнул копье в спину князя между лопатками, и
Смертельным ударом пронзил горячее сердце его.
И не успел князь коснуться земли, как испустил дух.
В день девятый октябрьских календ князь погиб от руки этого Вршовца;»
В 1410 г. принимали активное участие в Грюнвальдской битве: полк под предводительством Кристиана из Острова, краковского каштеляна, входил в состав польского войска и отличился на поле боя.
Некоторые из потомков Вршовцев приняли герб Равич, другими был выдвинут герб Окша.
Согласно польской версии, родоночальноком герба Окша являются потомки Яна Вершовича.

## Герб используют
Современные польские исследователи называют до 100 знатных польско-литовских родов этого герба. В Гербовние К.Несецкого упомянуто только 27 фамилий.
Акуличи (Akulichz), Арамовские (Aramowski), Аратовские (Aratowski), Бабские (Babski), Бартошевичи (Bartoszewicz), Бельшинские (Belszynski), Беровы (Bierow, Bierowo), Блешинские (Bleszynski, Bleszynski z Bleszna), Бокша (Boksza), Бржеские (Brzeski), Хоцимовские (Chocimoski, Chocimowski), Хоментовские (Chomentowski, Chometowski), Хомичи (Chomicz), Худзинские (Chudzinski), Чеховские (Czechowski), Домараты (Domarat), Дулек (Dulek), Дзержбицкие (Dzierzbicki), Дзевенцкие (Dziewiecki), Горлицкие (Gorlicki), Гославские (Goslawski, Goslawski z Bebelna), графы и дворяне Грабовские (Grabowski), Гроховальские (Grochowalski), Громацкие (Громадские, Gromacki, Gramacki, Gromadzki), Громовичи (Gromowicz), Грондовские (Grondowski), Грушевские (Gruszewski), Гриновские (Grynowski), Яховские (Jachowski), Яцковские (Jackowski), Ясенские (Jasienski), Ерликовские (Jerikowski), Каминские (Kaminski), Клобуковские (Klobukowski, Klobukowski z Siemichowic), Кломницкие (Klomnicki), Конаржевские (Konarzewski), Красновские (Krasnowski), Мховские (Mchowski), Медзвецкие (Miedzwiecki), Минимонды (Minimond), из Нагловиц Рей (z Naglowic Rey), Нагловские (Naglowski), Окши (Oksza), Окшинские (Okszynski), [Окуличи],  Оржеховские (Orzechowski, Orzechowski z Orzechowca), Островские (Ostrowski), Паригеки (Pariheka), Пияновские (Pijanowski), Плонсковские (Plaskowski), Поровские (Porowski), Радошевские (Radoszewski, Radoszewski Boxa), графы и дворяне Рей (Rej, Rey, Rey z Naglowie), Рогозинские (Rogozinski), Рокоссовские (Rokossowski), Ржуховские (Rzuchowski), Секерка (Siekierka), Семиковские (Siemikowski), Стаблевские (Stablewski), Стржелецкие (Strzelecki), Стржежецкие (Strzezecki), Топольские (Topolski), Тржцинские (Trzcinski), Вонтробинские (Watrobinski), Вонтрубка (Watrobka), Вонтробские (Watrobski), Вельковские (Wielkowski), Вершовец (Wierszowiec), Витовские (Witowski), Влостовские (Wlostowski), Здродовские (Zdrodowski), Здровские (Zdrowski).

## Известные представители
- Павел Эдмунд Стшелецкий (пол. Paweł Edmund Strzelecki) — польский исследователь, геолог, географ, исследователь и путешественник.
- Флориан Стаблевский (пол. Florian Stablewski; 16 октября 1841; Всхова — 24 ноября 1906, Познань) — архиепископ познанский и гнезненский, примас польский в 1891—1906 годах, делегат польского сейма.
- Грабовские — польские графские и дворянские роды.
- Стефан Грабовский (пол. Stefan Grabowski herbu Oksza; 24 июня 1767 — 4 июня 1847) — генерал дивизии Армии Польского королевства, тайный советник и политик. Получил Прусский графский титул в 1798 году.
- Михал Грабовский (пол. Michał Grabowski herbu Oksza; 1773 — 17 августа 1812) — бригадный генерал армии Княжества Варшавского. В 1812 году, во время нападения Наполеона на Россию командовал II бригадой 18-й дивизии. 4 ноября 1812 года, в г. Гродно, подписал акт присоединения к Генеральной Конфедерации Польского Королевства. Стал номенклатурным губернатором Могилёва. Погиб 17 августа 1812 года во время штурма Смоленска.
- Павел Ежи Гробоский (пол. Paweł Grabowski herbu Oksza; 1759 — 4 ноября 1794?) — генерал польских войск, генерал-комендант войск литовских, староста волковысский
- Миколай Рей (ок. 1507 — 1569) — польский писатель, первый, писавший исключительно на родном языке.
- К. К. Рокоссовский — Маршал Советского Союза.
- Ян Стшелецкий — львовский архиепископ (1481—1488).
- Гославские